# 小沢富夫
小沢 富夫（小澤富夫、おざわ とみお、1934年 - 2024年12月22日）は、日本の日本倫理思想史学者。

## 略歴
山口県生まれ。学習院大学文学部哲学科卒業、同大学院人文科学研究科修士課程修了。
1999年「武家家訓・遺訓集成」で学習院大学哲学博士。玉川学園女子短期大学教授。2005年退任。

## 著書
- 『末法と末世の思想』（雄山閣出版） 1974
- 『武士行動の美学』（玉川大学出版部） 1994
- 『歴史としての武士道』（ぺりかん社） 2005
- 『戦国武将の遺言状』（文春新書） 2010

### 共編
- 『日本人の倫理思想』（筧泰彦共編、東宣出版） 1970
- 『人間観の諸類型』（広田繁共編、文化書房博文社） 1978
- 『日本思想論争史』（今井淳共編、ぺりかん社） 1979
- 『備前心学をめぐる論争書 玉川大学図書館所蔵版本『催雅評論』と『儒仏論聞書』』（山本真功共編著、玉川大学出版部） 1988
- 『武士としては』（編、雄山閣） 2009

### 訳・校訂
- 『家訓 今に生きる処世の極意 現代語訳』（講談社学術文庫） 1985
- 『武家家訓・遺訓集成』（編集・校訂、ぺりかん社） 1998